# Josef Strauss
Josef Strauss (Wenen, 20 augustus 1827 – aldaar, 22 juli 1870) was een Oostenrijks componist en dirigent. 

## Levensloop
Hij was de tweede zoon van Johann Strauss sr. Aanvankelijk studeerde hij techniek en werd ingenieur en architect. Toen zijn broer Johann Strauss jr. in 1853 ernstig ziek werd van een in Engeland opgelopen influenza, moest hij hem vervangen en kwam aldus voor de eerste maal voor een orkest te staan. 
Hij nam vioollessen bij Amon en studeerde theorie bij professor Doleschal. Toen Johann genezen was, wisselden de broers elkaar af. In 1870 maakte Josef tijdens een concert in Rusland een val die hem een hersenschudding bezorgde. 
In allerijl werd hij naar Wenen gebracht, waar hij kort na aankomst overleed. Hij liet 222 en volgens sommigen meer dan 300 werken na. Zijn walsen hebben een meer landelijk karakter dan die van de beide Johanns, zijn vader en zijn broer.
Onder Josef Strauss' werken bevinden zich de wals Dorfschwalben aus Österreich Op. 164 en de wals Dynamiden, waaraan Richard Strauss (die tot een andere familie behoort) materiaal ontleende voor zijn meesterwerk Der Rosenkavalier.
Het Museum der Johann Strauss Dynastie in Wenen besteedt aandacht aan onder meer zijn werk en leven.

## Composities (onvolledig)

### Werken voor orkest
- 1854: Wiener Garnison-Marsch, WoO
- 1856: Avantgarde-Marsch, op. 14
- 1856: Lust-Lager-Polka, op. 19[1]
- 1856: K.K. Österreichischer Armee-Marsch, op. 24 - opgedragen aan Aartshertog Willem van Oostenrijk, toen commandeur van het Hoch- und Deutschmeister Regiment nr. 4
- 1857: Ball-Silhouetten, wals, op. 30[1]
- 1857: Herzbleamerl, polka mazur, op. 31[1]
- 1857: Dioscuren Quadrille, op. 32[1]
- 1857: Liechtenstein-Marsch, op. 36
- 1857: Wallonen Marsch, op. 41 - première tijdens een tuinfeest ter ere van het huwelijk van de Oostenrijkse Aartshertog Ferdinand Maximiliaan met prinses Charlotte van België
- 1858: Matrosen-Polka, op. 52[1]
- 1858: Defilier-Marsch, op. 53
- 1858: Bon-Bon, polka française, op. 55[1]
- 1858: Liebesgrüße, op. 56[1]
- 1858: Moulinet Polka, op. 57
- 1858: Österreichischer Kronprinzen-Marsch, op. 59
- 1860: Erzherzog Carl Monument Marsch, op. 86
- 1860-1861: Maskengeheimnisse, wals, op. 102[1]
- 1860: Phoenix-Marsch, op. 105
- 1862: Brennende Liebe, Polka mazur op. 129
- 1863: Erzherzog Victor-Marsch, op. 138
- 1863: Fest-Marsch, op. 142
- 1863: Die Schwätzerin, polka mazur, op. 144[1]
- 1863: Deutscher Union Marsch, op. 146
- 1864: Gablenz-Marsch, op. 159
- 1864: Dorfschwalben aus Österreich, wals, op. 164
- 1864: Frauenherz, op. 166
- 1864: Les Géorgiennes, quadrille, op. 168[1]
- 1864: Sport-Polka, op. 170
- 1864: Einzugsmarsch, op. 171
- 1865: Dynamiden, wals, op. 173
- 1865: Gedenkblätter ("Memento"), wals, op. 178[1]
- 1865: Prinz Eugen Marsch, op. 186
- 1866: Benedek Marsch, op. 199 - opgedragen aan Ludwig August Ritter von Benedek
- 1866: Schwalbenpost, polka schnell, op. 203[1]
- 1866: Die Libelle, polka Mazurka, op. 204
- 1866: Friedenspalmen, wals, op. 207
- 1866: Schwarzenberg Monument-Marsch, op. 210 - gecomponeerd voor de onthulling van het monument voor de Oostenrijkse veldmaarschalk Karl Philipp zu Schwarzenberg
- 1867: Ungarischer Krönungs Marsch, op. 225 - gecomponeerd ter gelegenheid van de kroning van keizer Frans Jozef I van Oostenrijk tot Koning van Hongarije op 8 juni 1867
- 1867: Victoria, polka francaise, op. 228[1]
- 1868: Hochzeits-Klänge, wals, op. 242[1] - opgedragen aan koning George V van Hannover ter gelegenheid van zijn zilveren huwelijk met Marie van Saksen-Altenburg
- 1869: Andrássy Marsch, op. 268 - opgedragen aan Gyula Graaf Andrássy van Csík-Szent-Király en Kraszna-Horka
- 1869: Feuerfest, Polka française, op. 269
- 1869: Aus der Ferne, op. 270
- 1869: Künstler-Gruß, polka francaise, op. 274
- 1870: Frauenwürde, op. 277
- 1870: Jockey Polka, Polka schnell, op. 278
- 1870: Die Emancipierte, polka mazur, op. 282[1]
- Aquarellen, op. 258
- Auf Ferienreisen, op. 133
- Delirien, wals, op. 212
- Die Gazelle, op. 155
- Die Libelle, op. 204
- Die Soubrette, Polka schnell op. 109
- Die Spinnerin, Polka française op. 192
- Eingesendet, op. 240
- Eislauf, op. 261
- Extempore, op. 241
- Flattergeister, op. 62
- Frohsinn, op. 264
- Galoppin, Polka schnell op. 237
- Heiterer Muth, op. 281
- Hesperusbahnen, wals op. 279
- Künstler-Caprice, op. 135
- Laxenburg-Polka, op. 60
- Marienklänge, op. 214
- Mein Lebenslauf ist Lieb und Lust, wals, op. 263
- Pêle-Mêle, op. 161
- Pizzicato Polka, op. 25 (samen met: Johann Strauss jr.)
- Plappermäulchen, op. 245
- Prinz-Eugen-Marsch, op. 186
- Sphärenklänge, wals, op. 235
- Springinsfeld, op. 181
- Theater-Quadrille, op. 213
- Transactionen, op. 184
- Vaterländischer Marsch (samen met: Johann Strauss jr.)